# Rekonstitution
Unter Rekonstitution (engl. reconstitution; lat. re ‚zurück‘ (in der Bedeutung „Wiederholung einer Handlung“) und constituo ‚hinstellen, erbauen, organisieren‘, also ein „erneutes Zusammenbauen“) versteht man in der zellbiologisch und virologisch ausgerichteten Biochemie die Wiederherstellung einer ursprünglichen biologischen Aktivität durch das Zusammenbringen von mehreren getrennten biologischen (Zell-)Komponenten. Dabei wird zuerst das biologisch aktive Material fraktioniert, die vermutet erforderlichen Biomoleküle und/oder Molekülkomplexe (Homo- oder Hetero-Oligomere) werden partiell oder komplett aufgereinigt – wobei durch die Auftrennung die biologisch Aktivität (Funktionalität) temporär verloren geht –, um sie dann in einem vereinfachten, aber den natürlichen Ausgangsbedingungen angepassten künstlichen Testsystem wieder zusammenzubringen (zu rekonstituieren). Bei diesem Vorgang wird die ursprüngliche biologische Aktivität wiederhergestellt, kann gemessen und mit der des nativen Systems in Bezug auf Spezifität verglichen werden.

## Rekonstitution eines nativen Systems
Eine Rekonstitution geht in ihrer Komplexität über einen einfachen Enzymtest weit hinaus. Während bei einem solchen Test ein natives oder – nach Denaturierung – renaturiertes Enzym auf seine katalytischen Eigenschaften untersucht wird, erlaubt eine Rekonstitution z. B. die physiologische Analyse von aus mehreren verschiedenen Proteinen zusammengesetzten Enzymkomplexen, das Studium von Kinetik, Substratspezifizität und Transport-Stöchiometrie von Transmembran-Transport-Systemen (mit Innen und Außen), oder das erneute Zusammensetzen von funktionellen Viruspartikel aus den Einzelkomponenten.
Die folgenden schematischen Schritte werden normalerweise durchgeführt, um Rekonstitution eines nativen Systems zu erreichen. Nur in ganz bestimmten Schritten liegt biologische Aktivität vor und kann dann bestimmt werden; in den dazwischen liegenden Schritten ist keine Aktivität messbar:
1. Auswahl des biologischen Materials, in dem die zu studierende biochemische Aktivität zu finden ist oder vermutet wird;[1]
2. Strikte Kontrolle des ausgewählten biologischen Materials[2] nach seinem Zustand[3] vor der Verarbeitung;
3. Aufschluss[4] des biologischen Materials – eventuell unter Beibehaltung der Intaktheit von Zellen oder Organellen;
4. Etablierung und Durchführung eines geeigneten Tests zur Bestimmung der zu untersuchenden biologischen Aktivität;
5. Weitere Auftrennung des biologischen Materials z. B. durch fraktionierte Zentrifugation und Bestimmung der Aktivität in den erhaltenen Überständen;[5]
6. Weitere Aufreinigung einzelner Komponenten aus den aktiven Fraktionen durch chromatographische Auftrennung oder Sedimentationsmethoden;[6]
7. Kontrolle der Aufreinigung durch biochemische Analytik;[7]
8. Eventuell erforderliche Renaturierung der gereinigten Biomoleküle;
9. Eventuell erforderliche Vorbereitung von Hilfssystemen (z. B. Liposomen);
10. Schrittweise oder globale Rekonstitution der natürlichen biologischen Komponenten unter Berücksichtigung der physiologischen Parameter;[8]
11. Messung der biologischen Aktivität  im rekonstituierten System.

## Beispiele
Bei folgenden Systemen (in thematisch begrenzter Auswahl) wurde eine Rekonstitution funktioneller biologischer Systeme aus Biomolekülen und Biomolekülkomplexen – mit oder ohne Membranvesikel (Liposomen) – erreicht.
- ATP/ADP-Translokase, transmembranäres Homo-Dimer (das monomere Protein hat etwa 33 kDa) der inneren Mitochondrienmembran[9]
- ATPase von Clathrin coated vesicles (Stachelsaumbläschen), ein Hetero-Heptamer[10]
- Membransystem aus Lipiden und Proteinen (Proteolipidmembran)[11]
- Tabakmosaikvirus[12]
- Tyrosinase/Heat-Shock-Protein-Komplex[13]